# Христо Енчев
Христо Панчев Енчев е копривщенски зограф с псевдоним Негрио Антонио и инициали AN. За произхода на псевдонима и родословието на художника специалистите правят различни догадки.

## Творческа биография
Смята се, че подобно на други негови колеги Христо не може да бъде причисляван в лоното на никоя от съществуващите през Възраждането художествени школи, което говори за неговата самобитност и творческа мисъл. Тук изследователите на живота и творчеството на Христо Енчев намират аналогия, свързана със зографа Недко Теодорович (1820 – 1910), чийто живот и творческа кариера е твърде подобна на неговата.
Свещеникът с копривщенски произход Михайл Вариклечков, записва непосредствено биографичните данни от Христо Енчев през 1883 г., когато иконописецът работи в Голяма Кутловица (днес Монтана) и е на около 70 години. При този разговор зографа сам споменава, че в младите си години е учил живопис във Флоренция. Тогава там копривщенецът работи в храм „Св. Св. Кирил и Методий“, за който изписва храмовата икона. От това време са и негови работи в църквата „Света Параскева“ в село Медковец, Ломско.
Малка част от биографията на Христо Енчев се намира и в изследванията на Анюта Каменова – Борин във връзка с изследванията и на историята на храма в Голяма Кутловица.

## Работа в Копривщица
През 1861 година иконописецът зографисва украса в „Храмъ Стителѧ Оца̀ Nа̀шегω Nikола̀ѧ“.
Стенната живопис включва изображения на Страшния съд (1858), Успение Богородично (1861), св. Димитър (1861) и портрет на ктитора Тодор Димов (1864), върху западната стена в храма и на св. Спиридон с десет сцени от житието му (1861) върху фронтона на разположения срещу главния църковен вход навес. От него са също царските двери на иконостаса (1859). В Храмъ Успенѝе Пресветѝя Богоро̀дицы зографинът изписва иконите „Свети Козма и Дамян“ и „Свети Илия“.
Към 2021 година стенописа св. Спиридон вече е реставриран.